# Michaela Breeze
Pour les articles homonymes, voir Breeze.
Michaela Alica Breeze (née le 17 mai 1979 à Watford) est une haltérophile britannique. Sous le maillot de la délégation galloise, elle participe à quatre éditions des Jeux du Commonwealth et y remporte six médailles, une d'or et deux d'argent à Manchester en 2002, une d'or à Melbourne en 2006, une d'argent à Delhi en 2010 et une de bronze à Glasgow en 2014. Elle remporte également une médaille aux championnats d'Europe 2003 en Grèce.

## Biographie
Michaela Breeze est née à Watford et a grandi à Cornwall et a fait ses études à la Wadebridge school. Elle commence l'haltérophilie sous la direction de son professeur d'EPS Dave Allen. Breeze rejoint le Bodmin Community College, avant de poursuivre son enseignement à la Cardiff Metropolitan University, l'université de Cardiff.
Après près de dix-huit mois d'haltérophilie, elle a été mise en contact avec un nouvel entraîneur, Ken Price. Elle a subi une blessure au dos, en 2000, qui l'a prive de compétitions internationales pendant plus d'un an.
Elle termine troisième du championnat d'Europe 2003 (en) puis quatrième lors de l'édition de 2004 à Kiev. Cette place lui permet de participer aux Jeux olympiques de 2004 à Athènes, devenant ainsi la première Britannique à participer à des épreuves d'haltérophilie aux Jeux olympiques.
Lors des Jeux du Commonwealth de 2010, où elle se voit confier le rôle de capitaine de la sélection galloise, elle obtient une médaille d'argent. Après cette compétition, Michaela Breeze prend sa retraite du sport et ouvre une salle de sport à Aberdare. Afin de motiver et de pousser les athlètes de son groupe à se surpasser pour obtenir leur qualification pour les Jeux du Commonwealth de 2014, elle fait un retour à la compétition. Ses performances lui permettent de postuler à une place pour ces Jeux. Breeze a remporté une médaille de bronze dans la catégorie des 58 kg, en établissant un nouveau record des Jeux du Commonwealth à l'arraché et a par la suite annoncé sa deuxième retraite.
Breeze également enseigné l'éducation physique et sportive (EPS) à Ivybridge Community College dans le Devon. Elle a été nommée membre de l'ordre de l'Empire britannique (MBE) aux Birthday Honours 2011  pour ses services rendus à l'haltérophilie,.

## Palmarès
| Date | Compétition                  | Lieu               | Résultat                   | Catégorie | Total |
| ---- | ---------------------------- | ------------------ | -------------------------- | --------- | ----- |
| 1998 | Championnats d'Europe 1998   | Riesa              | 7e                         |           | 165,0 |
| 1998 | Championnat du monde junior  | Sofia              | 5e                         |           | 167,5 |
| 1999 | Championnats d'Europe 1999   | La Corogne         | 6e                         |           | 175,0 |
| 1999 | Championnat du monde junior  | Savannah           | épaulé jeté                |           |       |
| 1999 | Championnat du monde junior  | Savannah           | 4e au général              |           | 180,0 |
| 1999 | Championnats d'Europe junior | Spała              | Médaille d'or              |           | 182,5 |
| 1999 | Championnats du monde 1999   | Athènes            | 15e                        |           | 185,0 |
| 2002 | Jeux du Commonwealth de 2002 | Manchester         | arraché                    | 58 kg     | 87.5  |
| 2002 | Jeux du Commonwealth de 2002 | Manchester         | épaulé-jeté                | 58 kg     | 112,5 |
| 2002 | Jeux du Commonwealth de 2002 | Manchester         | au général                 | 58 kg     | 200,0 |
| 2003 | Championnats d'Europe 2003   | Loutráki           | Médaille de bronze, Europe | 58 kg     | 202,5 |
| 2003 | Championnats d'Europe 2003   | Vancouver          | 10e                        | 63 kg     | 195,0 |
| 2004 | Jeux olympiques de 2004      | Athènes            | 9e                         | 58 kg     | 212,5 |
| 2004 | Championnats d'Europe 2004   | Kiev               | 4e                         | 63 kg     | 212,5 |
| 2005 | Championnats d'Europe 2005   | Sofia              | 4e                         | 63 kg     | 212,5 |
| 2006 | Jeux du Commonwealth de 2006 | Melbourne          | Médaille d'or              | 63 kg     | 220   |
| 2006 | Championnats d'Europe 2006   | Władysławowo       | 4e                         | 63 kg     | 220   |
| 2007 | championnats du monde 2007   | Chiang Mai         | 10e                        | 63 kg     | 215   |
| 2008 | Championnats d'Europe 2008   | Lignano Sabbiadoro | 5e                         | 63 kg     | 219   |
| 2008 | Jeux olympiques de 2008      | Pékin              | 15e                        | 63 kg     | 185   |
| 2010 | Jeux du Commonwealth de 2010 | New Delhi          | Médaille d'argent          | 63 kg     | 202   |
| 2014 | Jeux du Commonwealth de 2014 | Glasgow            | Médaille de bronze         | 63 kg     | 202   |